# Adachi-gun (Musashi)

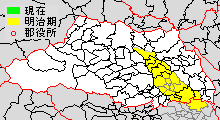
Adachi (gelb) in Saitama (weiß) und dem südlich angrenzenden Tokio mit Gemeindegrenzen des 21. Jahrhunderts (schwarz)

Adachi (japanisch 足立郡 Adachi no kōri, moderne Lesung Adachi-gun) war bis 1879 ein Kreis (kōri/-gun) im Osten der antiken japanischen Provinz Musashi in den modernen Präfekturen (-fu/-ken) Tokio und Saitama.
Adachi erstreckte sich längs des Arakawa von der heutigen Stadt (-shi) Kōnosu im Nordwesten bis zum heutigen [stadtfreien=„Sonder-“]Bezirk ([tokubetsu]-ku) Adachi im Südosten. Der Großteil von Adachi war zum Ende der Edo-Zeit Shogunats- oder Hatamoto-Land (bakuryō/hatamoto-ryō). Im Boshin-Krieg kam er damit zunächst zu den Gouverneuren von Musashi (Musashi chikenji) und wurde in der Meiji-Restauration nach mehreren Präfekturumbildungen 1871/72 schließlich zwischen Saitama und Tokio geteilt. Bei der Reaktivierung der antiken Kreise als moderne Verwaltungsgliederung der Präfekturen 1878/79 wurde Adachi aufgeteilt: Der kleinere in Tokio gelegene Teil wurde 1878 zum Kreis Süd-Adachi (Minami-Adachi-gun), der 1932 mit der Eingemeindung in die 1889 gegründete kreisfreie Stadt (-shi) Tokio erlosch, der in Saitama gelegene Teil wurde 1879 zum Kreis Nord-Adachi (Kita-Adachi-gun), der heute noch mit einer verbliebenen Gemeinde besteht.